# Mark Ashton
Mark Ashton, geboren als Mark McVey, (Bridge (Kent) 23 juni 1949) is een Brits drummer en kunstschilder.
McVey groeide op in Schotland nabij Glasgow en bleek talent te hebben voor schilderen en tekenen, maar ook als musicus. Hij maakte zich daar onder meer de zangkunst meester. Hij speelde onder de naam Mark Ashton in een bandje genaamd Turnstyle, dat één single op zijn naam heeft staan: Riding a wave/Trot (1968). De driemansband Turnstyle hield na zes maanden op te bestaan. Ashton verhuisde (terug) naar Herne Bay in Kent om zich in Londen in de kunst te bekwamen, maar raakte steeds meer betrokken bij de muziek. Hij was een van de leden van Rare Bird, die een wereldhit hadden met Sympathy. Hij speelde twee albums mee met Rare Bird, maar verliet samen met Graham Field de band. Ashton werd gekoppeld aan Trident Productions, een maatschappij waaraan ook Queen was gelieerd. Het succes van Sympathy werd niet overtroffen, noch door Rare Bird, noch door Ashtons nieuwe band Headstone, opgericht samen met Steve Bolton. Na twee albums was het voorbij. In 1978 probeerde Ashton het nog solo, maar dat werd evenmin een succes; in 1988 kwam een laatste album uit. Inmiddels woonde Ashton in Los Angeles om daar als geluidstechnicus te gaan werken; het werd ook daar geen succes.
McVey ontdekte aldaar zijn teken- en schildertalent opnieuw en pakte die draad weer op. Vanaf dat moment exposeerde Vey over de gehele wereld, maar de naam Mark Ashton raakte daarna op de achtergrond.
McVey heeft zijn muzikale loopbaan grotendeels te danken aan de Britse band The Nice, bij wie hij ooit in het voorprogramma mocht staan. Toevallig woonde McVey de laatste jaren ook in Nice.

## Discografie
- 1968: Turnstyle: Riding a wave (Pye Records)
- 1969: Rare Bird: Rare Bird
- 1970: Rare Bird: As Your Mind Flies By
- 1974: Headstone: Bad habbits (muziekproducent, John Anthony)
- 1975: Headstone: Headstone (muziekproducent, John Anthony)
- 1976: Mark Ashton L.A. (muziekproducent, Chris Bond)
- 1979: Solo (muziekproducent, Alan Callan)
- 1988: Modern pilgrims (muziekproducent, Paul Rothchild)